# Tack, Fader, för den dag du gav
Tack, Fader, för den dag du gav är ursprungligen en latinsk aftonpsalm, Deus Creator omnium, skriven av Ambrosius av Milano. Översatt av Anders Frostenson 1968.
Melodin är en hymnmelodi från Ambrosius tid.
Frostensons svenska text är upphovsrättsligt skyddad till år 2077

## Publicerad som
- Nr 686 i Psalmer & visor 76/82 under rubriken "Kväll".
- Nr 500 i Svenska kyrkans egen del av 1986 års psalmbok under rubriken "Kväll".
- Nr 514 i Svensk psalmbok för den evangelisk-lutherska kyrkan i Finland (1986) under rubriken "Morgon och afton".